# Monohelea beaveri
Monohelea beaveri är en tvåvingeart som beskrevs av Wirth och Giles 1990. Monohelea beaveri ingår i släktet Monohelea och familjen svidknott.
Artens utbredningsområde är Fiji. Inga underarter finns listade i Catalogue of Life.